# Mantispa loveni
Mantispa loveni is een insect uit de familie van de Mantispidae, die tot de orde netvleugeligen (Neuroptera) behoort. 
Mantispa loveni is voor het eerst wetenschappelijk beschreven door Navás in 1928.